# Aleksandr Familcew
Aleksandr Michajłowicz Familcew (ros. Александр Михайлович Фамильцев; ur. 3 sierpnia 1975 w Pawłodarze) – kazachski piłkarz występujący na pozycji obrońcy.

## Kariera klubowa
Familcew karierę rozpoczynał w 1992 roku w zespole Traktor Pawłodar, grającym w pierwszej lidze kazachskiej. Grał tam do 1997 roku i przez ten czas zdobył z nim dwa mistrzostwa Kazachstanu (w 1993 roku jako Ansat Pawłodar i w 1997 roku jako Irtysz Pawłodar). W 1998 roku odszedł do rosyjskiego Lokomotiwu Niżny Nowogród, występującego w drugiej lidze. Nie rozegrał tam jednak żadnego spotkania i w 1999 roku wrócił do Kazachstanu, gdzie został graczem zespołu Access Petropawł. Dwukrotnie wywalczył z nim wicemistrzostwo Kazachstanu (1999, 2000).
W 2001 roku Familcew przeszedł do rosyjskiego pierwszoligowca, Torpedo Moskwa. Spędził tam sezon 2001, po czym odszedł do drugoligowego Tomu Tomsk. W 2004 roku awansował z nim do pierwszej ligi. W 2006 roku przeniósł się do kazachskiego Tobyłu Kostanaj, z którym w 2007 roku zdobył Puchar Kazachstanu. Z kolei w 2008 roku był graczem klubu FK Aktöbe, z którym wywalczył dublet, czyli mistrzostwo oraz puchar kraju.
Następnie występował w amatorskich drużynach klubów Mostowik-Primorje Ussuryjsk oraz Torpedo Moskwa. Grał też w Sachalinie Jużnosachalińsk. W 2010 roku zakończył karierę.

## Kariera reprezentacyjna
W reprezentacji Kazachstanu Familcew zadebiutował 11 maja 1997 w wygranym 3:0 meczu eliminacji Mistrzostw Świata 1998 z Pakistanem, a 2 lipca 2006 w wygranym 4:1 towarzyskim pojedynku z Tadżykistanem strzelił swojego jedynego gola w kadrze. W latach 1997–2006 w drużynie narodowej rozegrał 34 spotkania.